# Emil Hornemann
Claus Jacob Emil Hornemann, född den 19 april 1810, död den 16 juni 1890, var en dansk läkare, son till Jens Wilken Hornemann.
Hornemann blev 1834 candidatus medicinæ och tog 1839 doktorsgraden samt var sedan praktiserande läkare i Köpenhamn till sin död. Han sökte tidigt med stor iver väcka intresse för den offentliga hälsovården och var under  koleraepidemin 1853 som stiftare och ordförande för läkarföreningen den egentlige ledaren vid kampen mot farsoten. 
Hornemann verkade sedan för byggande av sunda arbetarbostäder, var 1865-80 medlem av Sundhedskollegiet och stiftade 1879 Selskab for sundhedsplejen samt utgav tidskriften Hygieiniske meddelelser (11 band, 1856–1880).

## Utmärkelser
- Professors namn,  1853[2]
- Dannebrogsmännens hederstecken,  1858[2]
- Kommendör av första graden av Dannebrogorden,  1888[2]

[Redigera Wikidata]